# Bremer Vulkan
Pour les articles homonymes, voir Vulkan.

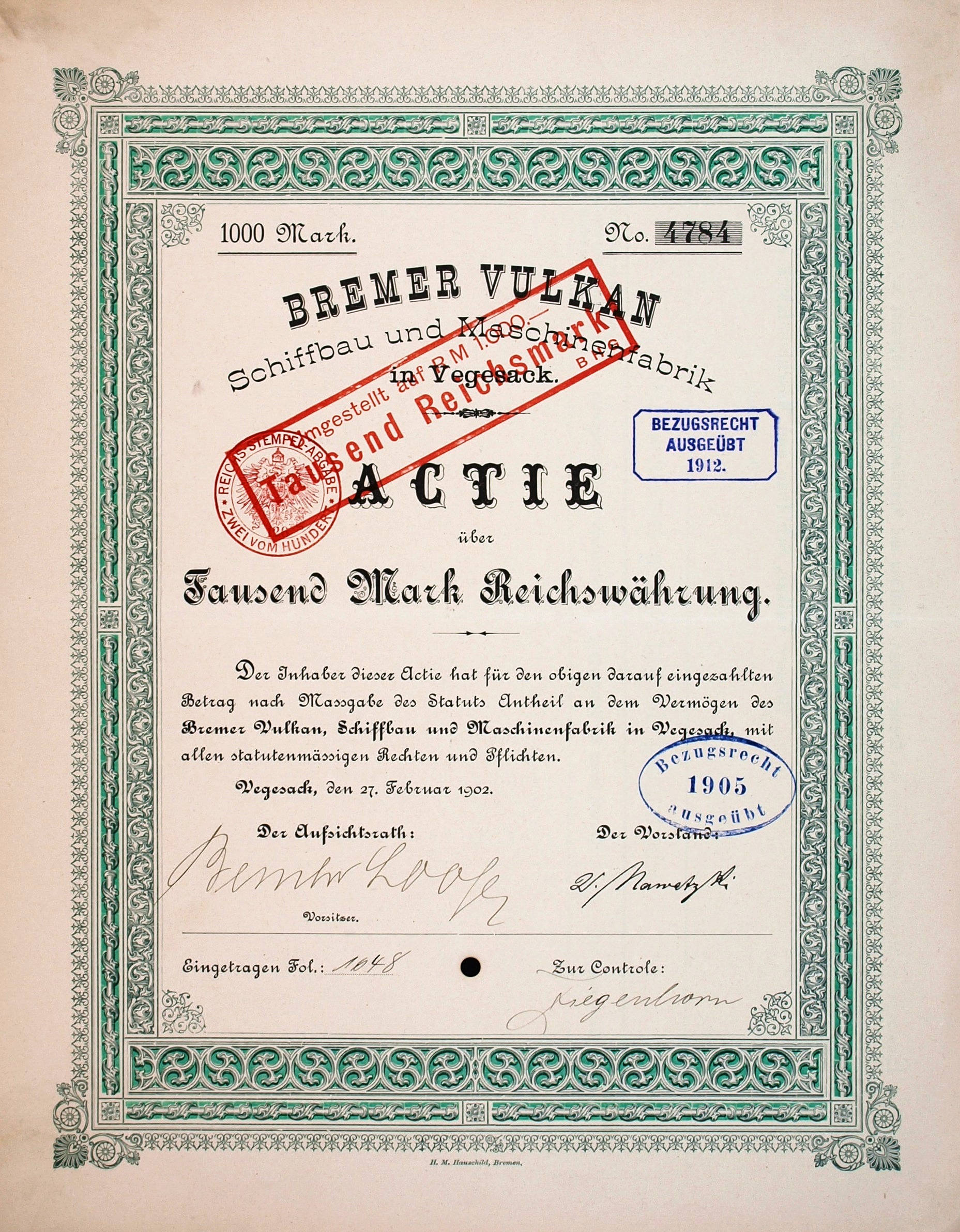
Action de la Bremer Vulkan en date du 27 fevrier 1902

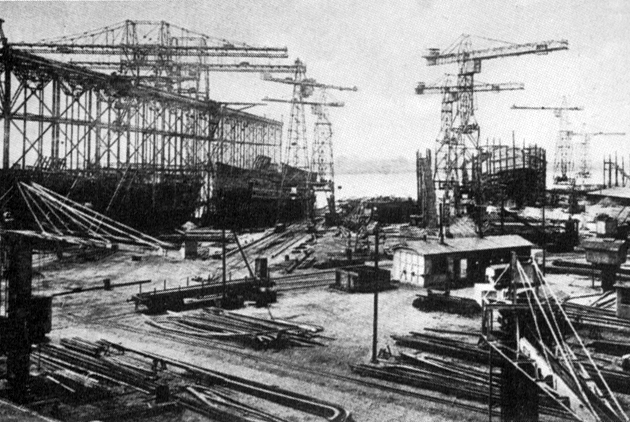
Vue des chantiers en 1910

La Bremer Vulkan AG était une entreprise de construction navale allemande de premier plan située au bord du fleuve Weser situé à Brême, dans le district de Vegesack. 
Elle a été fondée le 23 octobre 1893 et fermée en 1997 en raison de difficultés industrielles et financières, ainsi que de mauvaise gestion.
Au total, les chantiers Bremer Vulkan ont construit environ 1 100 navires - y compris les navires de son prédécesseur Johann Lange - de différents types (cargos, paquebots, pétroliers, chalutiers, sous-marins, porte-conteneurs, frégates et autres). 
Les chantiers Bremer Vulkan, à l'exception des deux guerres mondiales, n'ont construit que des navires civils, la production de navires de guerre ayant commencé de manière continue à partir des années 1980.

## Première Guerre mondiale
Pendant cette période, les chantiers Bremer Vulkan ont construit;
- 11 dragueurs de mines (M 39 à M 42, M 54 à M 56 et M 71 à M 74)
- 1915 - Paquebot Zeppelin, plus tard, USS Zeppelin, puis RMS Ormuz et enfin SS Dresden
- en coopération avec le chantier Germaniawerft de Kiel certaines coques de sous-marins
- 6 sous-marins complets (U 160 - U 163) ont été construits pour la Kaiserliche Marine (Marine Imperiale allemande).

### Unterseeboot(sous-marin)
| Type | Bateaux       | Nbre | N° fabrique | Construction |
| ---- | ------------- | ---- | ----------- | ------------ |
| U 93 | U-160         | 1    |             | 1917 - 1918  |
| U 93 | U-161         | 1    |             | 1917 - 1918  |
| U 93 | U-162         | 1    |             | 1917 - 1918  |
| U 93 | U-163         | 1    |             | 1917 - 1918  |
| U 93 | U-164 à U-167 | 4    | 651 à 654   | 1917 - 1919  |

## Seconde Guerre mondiale
Pendant cette période, les chantiers Bremer Vulkan ont construit :

### Unterseeboot(sous-marin)
| Type     | Bateaux         | Nbre | N° fabrique | Construction |
| -------- | --------------- | ---- | ----------- | ------------ |
| VII B    | U-73 à U-76     | 4    | 1 à 4       | 1938 à 1940  |
| VII C    | U-77 à U-82     | 6    | 5 à 10      | 1939 à 1941  |
| VII C    | U-132 à U-136   | 5    | 11 à 15     | 1939 à 1941  |
| VII C    | U-251 à U-291   | 41   | 16 à 56     | 1939 à 1943  |
| VII C/41 | U-292 à U-300   | 9    | 57 à 65     | 1941 à 1943  |
| VII C/41 | U-1271 à U-1279 | 9    | 66 à 74     | 1942 à 1944  |

Le premier sous-marin lancé par Bremer Vulkan-Vegesacker Werft a été le U-73 le 27 juillet 1940, et le dernier sous-marin a été le U-1278 le 15 avril 1944. Il s'agit de sous-marins qui ont été effectivement mis en service dans la Kriegsmarine.
D'autres U-Boote ont été commandés, mais non réalisés, soit par des annulations de commandes, soit par la fin de la guerre.
| Type     | Bateaux         | Nbre | N° fabrique | Commandé en |
| -------- | --------------- | ---- | ----------- | ----------- |
| VII C/41 | U-1283 à U-1291 | 9    | 78 à 86     | 1942        |
| VII C/42 | U-1292 à U-1297 | 6    | 87 à 92     | 1943        |
| XXI      | U-3101 à U-3295 | 195  | 913 à 1107  | 1944        |

Sur ces 213 contrats non finis par Bremer Vulkan-Vegesacker Werft, trois avaient été lancés avant la fin de la guerre.